# Guillem XI d'Alvèrnia
Guillem X d'Alvèrnia, nascut cap a 1195, mort el 1247, fou comte d'Alvèrnia, fill i successor de Guiu II d'Alvèrnia. Gran part de les possessions paternes havien caigut en mans del rei de França (i un segle després van formar el ducat d'Alvèrnia), i estava sota la guàrdia de Guiu II de Dampierre i d'Arquimbald IX de Borbó a les ordes del rei de França i només va heretar el que restava del comtat. Va ser comte del 1222/1224 al 1247. la seva mare era Peronella de Chambon, senyora de Combrailles.
El 1229 o 1230 va fer un tractat amb Lluís IX de França, pel qual fou restablert en una part de les terres confiscades al seu pare. Hi va haver llavors dos comtats d'Alvèrnia: el de Guillem, que fou el comtat d'Alvèrnia pròpiament dit, i les terres reials coneguda com la Terra d'Alvèrnia. El primer, el menys important, comprenia el castell i la ciutat de Vic-le-Comte, que fou fa el cap de districte, amb les castellanies de Mirefleurs, de la Xipre, de Besse, de Clavières, de Montredon, d'Artonne i de Lezoux.
El rei Sant Lluís va donar el 1241, la Terra d'Alvèrnia al seu germà Alfons de Poitiers, investit comte de Poitou i de Saintogne, i comte de Tolosa per dret de la seva dona. A la seva mort, el 1271, la Terra d'Alvèrnia va tornar a la corona.
El 3 de febrer de 1225 es va casar amb Adelaida de Brabant (vers 1190-1265) comtessa de Boulogne (1260-1265), filla d'Enric I de Brabant (vers 1160-1235), duc de Brabant, i de Matilde de Lorena (vers 1170-vers 1210), dita Matilde de Bonen, que era vídua d'Arnold IV comte de Loon. D'aquesta unió van néixer:
- Robert V (vers 1225-1277), comte d'Alvèrnia (1247-1277) i de Boulogne (1265-1277)
- Guiu, prebost de Lilla, arquebisbe de Viena el 1265
- Guillem d'Alvèrnia, arquebisbe de Lieja el 1282 apartat immediatament per Joan de Dampierre (abans bisbe de Metz)
- Godofreu
- Enric
- Maria d'Alvèrnia (vers 1225-1280), casada l'11 de desembre de 1238 amb Gauthier VI Berthout (vers 1225-1286), senyor de Malines
- Matilde d'Alvèrnia (vers 1230-1280), casada el 1255 amb Robert VI, delfí d'Alvèrnia i comte de Clermont, comte de Clermont i delfí d'Alvèrnia (1273-1281)

L'esposa, en enviudar, es va casar amb Arnold senyor d'Ensemale vers 1248.